# Leopoldo Alas
Leopoldo Enrique García-Alas y Ureña, známý též pod novinářským pseudonymem Clarín (25. dubna 1852, Zamora – 13. června 1901, Oviedo) byl španělský spisovatel, novinář a nejvlivnější španělský literární kritik 19. století. V literatuře byl představitelem realismu. Politicky byl liberál a antiklerikál. Filozoficky byl ovlivněn též krausismem. Ač jako kritik obhajoval naturalismus, sám se od něj ve svých beletristických pracích odkláněl důrazem na psychologii postav a vhledem do jejich nitra. Jeho nejslavnějším dílem je román Regentka (La Regenta) vydaný ve dvou dílech v letech 1884 až 1885, často srovnávaný s Flaubertovou Paní Bovaryovou (dokonce haněný jako plagiát Flauberova díla), neboť základní syžet je podobný: mladá žena, která se vdá za staršího muže a najde si milence. Za český překlad Regentky dostal Eduard Hodoušek roku 2001 Cenu Josefa Jungmanna. Jeho druhý román Su único hijo analyzuje vztah romantického snílka a rozmazlené, panovačné a bohaté ženy. Alas je též označován za tvůrce moderní španělské povídky (sbírky Doña Berta, cuervo, superchería, ¡Adiós, Cordera!, Cuentos morales, El gallo de Sócrates). Jeho útočné a plamenné články, které mu nadělaly mnoho nepřátel, bývaly označovány jako palique (řečičky). Alas vystudoval práva v Madridu a stal se profesorem práva a politické ekonomie na Univerzitě v Oviedu. Leopoldo Alas byl vyobrazen na španělské bankovce v hodnotě 200 peset, od roku 1982 až do zrušení samostatné měny v roce 1999.